# Zheng Junli
Zheng Junli (鄭君里T, 郑君里S, Zhèng JūnlǐP) (Shanghai, 6 dicembre 1911 – 23 aprile 1969) è stato un regista e attore cinese salito alla ribalta nel periodo d'oro del cinema cinese.
I suoi film The Spring River Flows East e Crows and Sparrows  sono ampiamente considerati dei classici del cinema cinese. Fu duramente perseguitato durante la Rivoluzione Culturale e morì in carcere.

## Filmografia

### Regista
| Anno | Titolo inglese                    | Titolo originale                                  | Note                                   |
| ---- | --------------------------------- | ------------------------------------------------- | -------------------------------------- |
| 1947 | The Spring River Flows East       | 一江春水向東流                                    | Co-diretto con Cai Chusheng            |
| 1949 | Crows and Sparrows                | 烏鴉與麻雀                                        |                                        |
| 1951 | The Married Couple                | 我們夫婦之間                                      | conosciuto anche come Husband and Wife |
| 1955 | Song Jingshi                      | 宋景詩                                            | conosciuto anche come The Rebels       |
| 1958 | Lin Zexu                          | 林則徐                                            |                                        |
| 1959 | Nie Er                            | 聶耳                                              |                                        |
| 1961 | Spring Comes to the Withered Tree | 枯木逢春                                          |                                        |
| 1964 | Li Shanzi                         | Ultimo film, mai realizzato per ragioni politiche |                                        |

### Attore
| Anno | Titolo inglese                      | Titolo originale | ruolo                |
| ---- | ----------------------------------- | ---------------- | -------------------- |
| 1932 | Wild Rose                           | 野玫瑰           | Xiao Li              |
| 1932 | Pink Dream                          | 粉紅色的夢       | amico di Li          |
| 1933 | The Blood of Passion on the Volcano | 火山情血         | Song Ke              |
| 1934 | The Big Road                        | 大路             | Zheng Jun            |
| 1934 | New Women                           | 新女性           | Yu Haichou           |
| 1935 | Song of China                       | 天倫             | Sun Yutang da adulto |
| 1935 | National Customs                    | 國風             | Chen Zuo             |
| 1936 | Family Members                      | 孤城烈女         | Zhang Zhengke        |